# ساینتومتریکس
ساینتومتریکس (به انگلیسی: Scientometrics) یک مجله ماهانه با داوری همتای آکادمیک است که در زمینه علم‌سنجی فعالیت می‌کند.

## ایندکس در پایگاه‌های اطلاعاتی
این مجله در ایندکس در پایگاه‌های اطلاعاتی‌های زیر ایندکس می‌گردد
- Biological Abstracts[۳]
- BIOSIS Previews
- Chemical Abstracts Service
- Current Contents/Social & Behavioral Sciences
- EBSCO databases
- Inspec
- ProQuest databases
- Science Citation Index Expanded
- Social Science Citation Index
- Scopus
- Zentralblatt Math